# Meggen (Lennestadt)
Meggen ist ein Stadtteil von Lennestadt im Kreis Olpe in Nordrhein-Westfalen.

## Ortsentwicklung

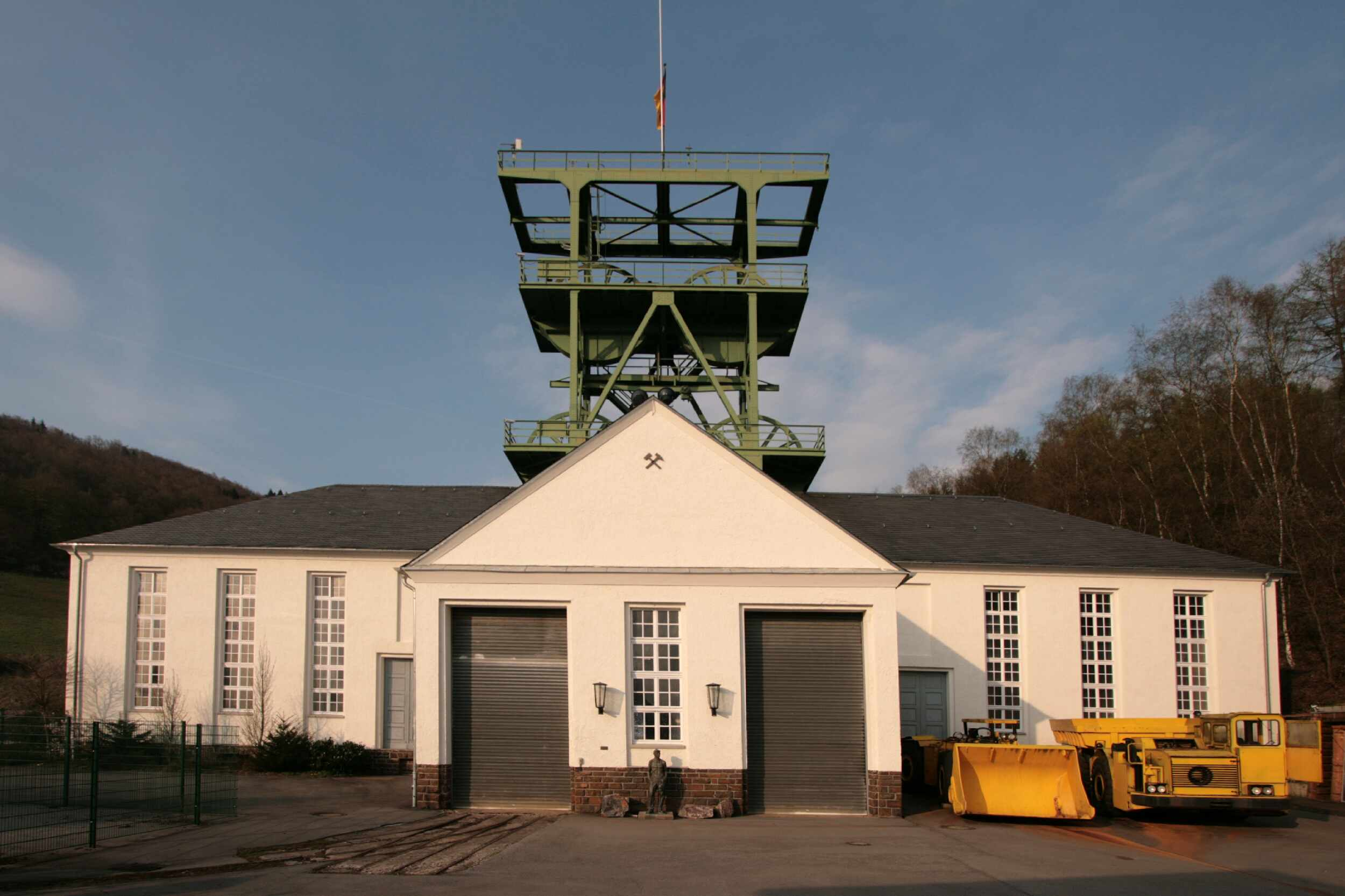
Schachtanlage Sicilia

Über Jahrzehnte hinweg wurde die Entwicklung von Meggen stark vom Bergbau beeinflusst. Der Abbau von Schwefelkies in der Umgebung begann in den 1850er-Jahren. Begünstigt wurde die Entwicklung ab 1861 durch den Anschluss an die Lennetalbahn von Hagen nach Siegen und die damit verbundene Verbesserung der Transportmöglichkeiten. Im Jahr 1951 entstand mit dem Siciliaschacht eine moderne, zentrale Förderanlage. Die Aufwärtsentwicklung erreichte 1955 ihren Höhepunkt – die Einwohnerzahl von Meggen wuchs auf etwa 4.600. Zeitweise war der Grubenbetreiber, die ehemalige Sachtleben AG, der größte Zinkförderer in Europa. Veränderte Weltmarktbedingungen und Umweltanforderungen machten mit der Zeit den weiteren Abbau von Schwefelkies unrentabel, so dass der Förderbetrieb 1992 eingestellt wurde.
Ausdruck eines positiven Strukturwandels sind vor allem die auf dem ehemaligen Bergbaugelände errichteten Sauerlandpyramiden, bei denen es sich um ein Produktions-, Informations- und Schulungszentrum im Bereich der Naturheilkunde handelt (siehe Folgeabschnitt: Sehenswürdigkeiten). Erwähnenswert sind in diesem Zusammenhang auch die Errichtung einer überörtlich tätigen Behindertenwerkstatt, Sanierungen von Industriebrachen und der hochwasserfreie Ausbau der Lenne. Der Rückbau des ehemaligen Bergbaugeländes kann als abgeschlossen gelten; es entstanden 30 Betriebe mit insgesamt 360 Beschäftigten.
Das zwischenzeitlich zur Bauruine verkommene Bahnhofsgebäude wurde im Februar 2020 abgerissen. Nach den Plänen eines auswärtigen Investors soll auf dem geräumten Gelände ein Wohnungskomplex einschließlich Gemeinschaftseinrichtungen entstehen. Die entsprechende Genehmigung der Stadt Lennestadt geriet wegen der Dimension des Baukörpers in heftige Kritik. Bestrebungen aus Bürger- und Parteikreisen, eine Bürgerbefragung und ggf. eine Rücknahme der Zustimmung der Stadt herbeizuführen, sind gescheitert. Die Stadt drängt nun auf eine zügige Durchführung des Bauvorhabens, um eine vereinbarte Kooperation der Bahn im Bereich der Gleisunterführung zeitlich nicht zu gefährden.
Mit derzeit 2.934 Einwohnern am 30. Juni 2020 ist Meggen nach Altenhundem und Grevenbrück der drittgrößte Ortsteil von Lennestadt. Der Anteil von 17,3 % der ausländischen Einwohner ist aufgrund der zu Zeiten des Bergbaus zugezogenen Gastarbeiterfamilien vergleichsweise hoch (Ausländeranteil Stadtgebiet 9,4 %). Der Anteil der älteren über 65 Jahre alten Einwohner liegt mit 19,7 % über den Stadtdurchschnitt von 17,4 %.
Die weiterführende St.-Barbara-Realschule in Meggen wurde ab dem Schuljahr 2014/15 in eine Sekundarschule für die Gemeinden Lennestadt und Kirchhundem umgewandelt.

## Eingemeindung
Bis zum 30. Juni 1969 gehörte Meggen zur Gemeinde Elspe und wurde durch das Gesetz zur Neugliederung des Landkreises Olpe zum 1. Juli 1969 in die neue Stadt Lennestadt eingegliedert.

## Religion

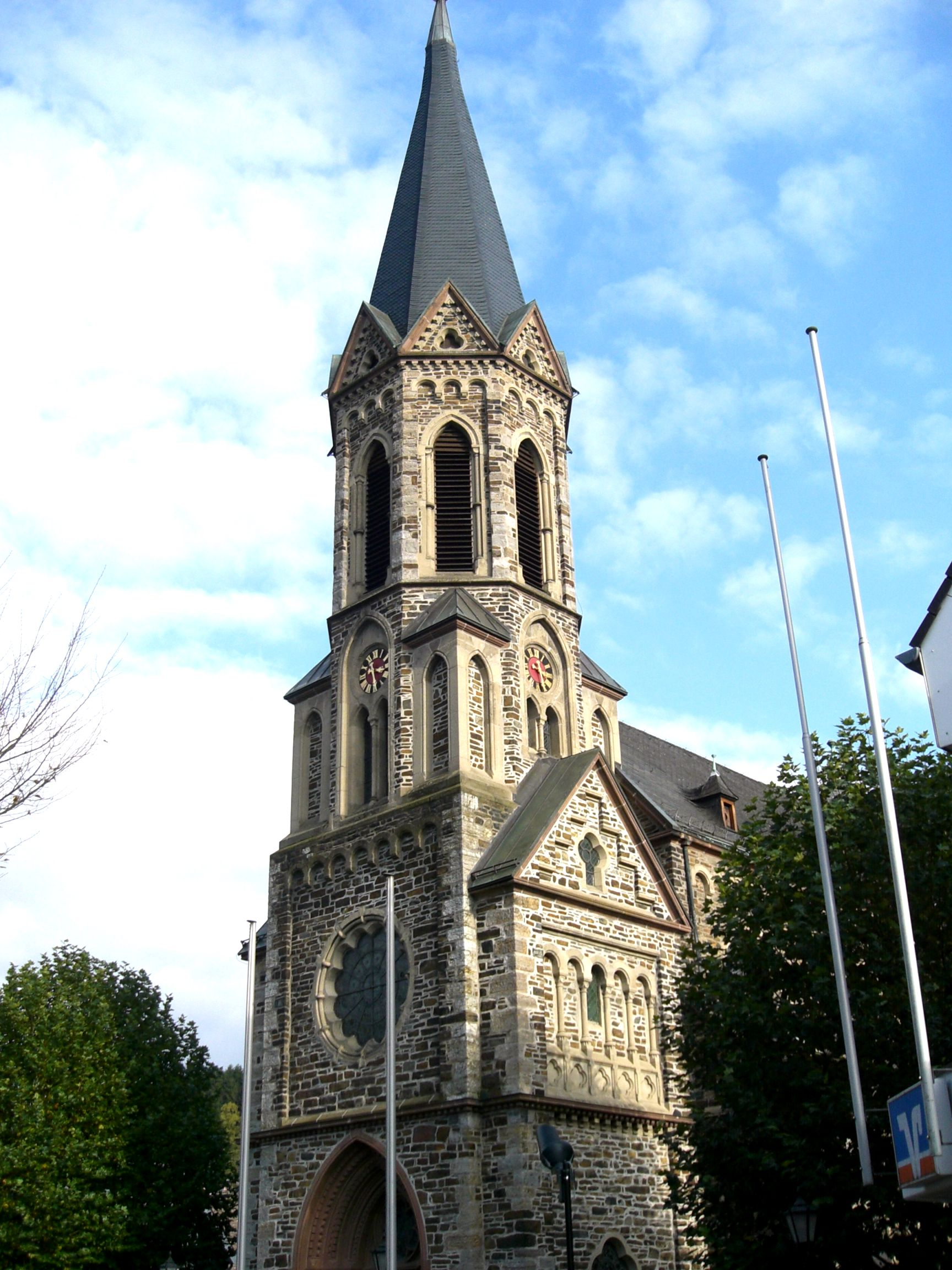
Pfarrkirche St. Bartholomäus

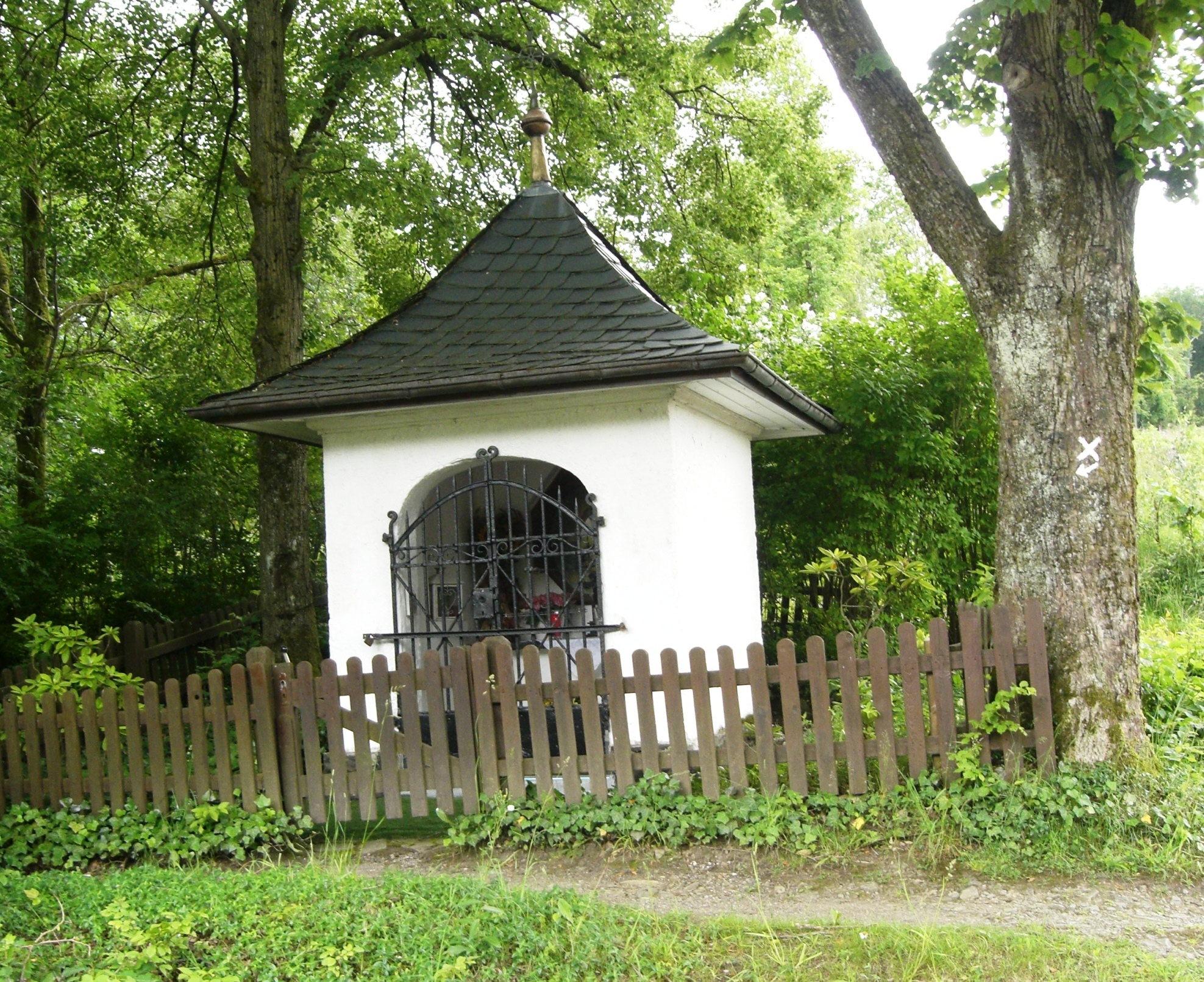
Heiligenhäuschen an der Steppel

Der überwiegende Teil der Einwohner von Meggen bekennt sich zum katholischen Glauben.
Bereits um 1500 dürfte es in Meggen eine Kapelle gegeben haben, da für den Ort im Jahr 1505 ein Kirchhof genannt wird. Im Dreißigjährigen Krieg wurde der Altar dieser Kapelle entweiht und zerstört. Eine zweite Kapelle wurde 1762 errichtet und bis 1887 zweimal erweitert. Dennoch war die Kapelle bereits nach wenigen Jahren für den Ort zu klein geworden. Im Jahr 1869 hatte sich Meggen, das bisher zum Kirchspiel Elspe gehörte, zu einer eigenständigen Pfarrei entwickelt.
!895 begann der Bau der Pfarrkirche St. Bartholomäus. Sie wurde nach Fertigstellung am 15. September 1896 durch den Weihbischof August Gockel konsekriert. Die unter Denkmalschutz stehende Kirche ist im neuromanischen Stil errichtet und besitzt einen schlanken Turm mit einer achteckigen Glockenstube. Der gesamte Baukörper besteht aus verfugten Bruchsteinen mit vielen Verzierungen. Mittelpunkt des Chorraumes ist der neuromanische Hochaltar. Er enthält drei Reliefs mit Bildnissen vom Weihnachts-, Oster- und Himmelfahrtsereignis. Im Jahr 1904 erhielt die Kirche eine vom Orgelbauunternehmen Gebrüder Stockmann gefertigte Orgel, die sich auf einer gemauerten, dreiseitig vorspringenden Empore befindet. Die kath. Kirchengemeinde St. Bartholomäus gehört zum Pastoralverbund Meggen-Maumke-Halberbracht.
Die kleine Marienkapelle, auch Heiligenhäuschen an der Steppel genannt, liegt an dem alten Kirchweg der Meggener Bürger zur Mutterpfarrei in Elspe. Es kreuzen sich dort auch mehrere Wege u. a. nach Theten, Maumke  und Halberbracht. Das ursprüngliche Baujahr des „seit ewigen Zeiten“ vorhandenen „Heiligenhäuschens“ ist nicht bekannt. Urkundlich wird die Stätte im Jahr 1778 in Verbindung mit einem Schnadegang (Grenzbegehung) erwähnt. Das Heiligenhäuschen in seiner jetzigen Form wurde von dem Düsseldorfer Architekt Franz Schneider aus Mitteln privater Stifter erbaut. Es handelt sich um einen kleinen, quadratisch angelegten verputzten Bau mit einem Pyramiddach. Der kleine Andachtsraum ist durch ein schmiedeeisernes Gitter verschlossen. In einer Figurennische befindet sich ein Madonnenbildnis mit der Inschrift „Ein Diener Mariens geht nicht verloren“. Die kirchliche Weihe der kleinen Kapelle erfolgte am 1. Oktober 1913. Das Heiligenhäuschen ist nebst zugehörigem Grundstück im Jahr 2007 von einem Privateigentümer an den Heimatverein Meggen vererbt worden. Für die notwendige Renovierung wurden 7000 Euro aufgewendet. Die Anlage wird unter Aufsicht des Heimatvereins sorgfältig gepflegt; sie steht seit dem Jahr 2008 unter Denkmalschutz. Aus Anlass des 100-jährigen Weihejubiläums wurden im Jahr 2013 Innen- und Außenputz der Kapelle erneuert. Im Frühjahr 2014 wurden neue Sitzgelegenheiten geschaffen.
2017 wurde Yesil Moschee der Türkisch-Islamische Union der Anstalt für Religion  (DİTİB) in Betrieb genommen.

## Sehenswürdigkeiten

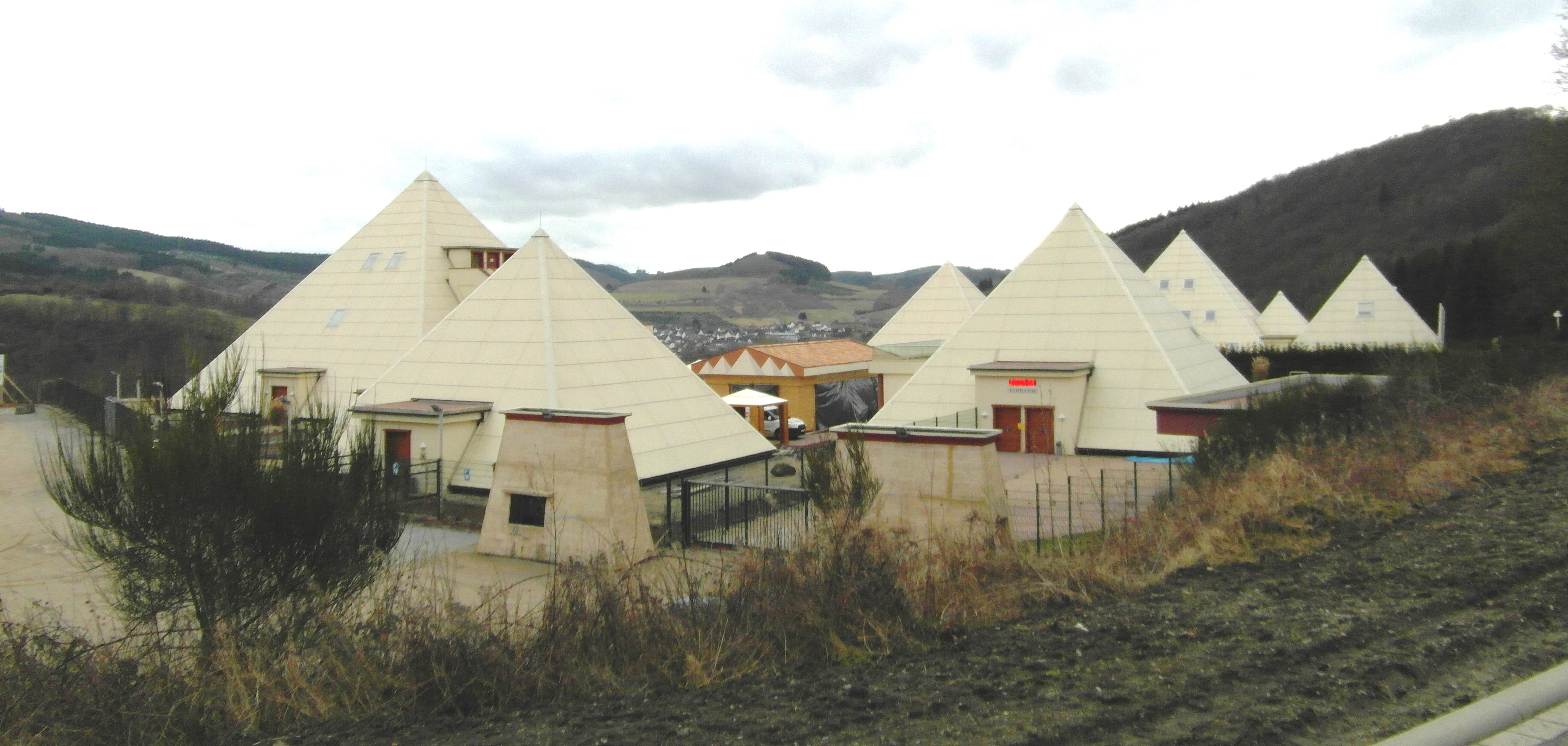
Sauerland-Pyramiden (Ansicht Februar 2015)

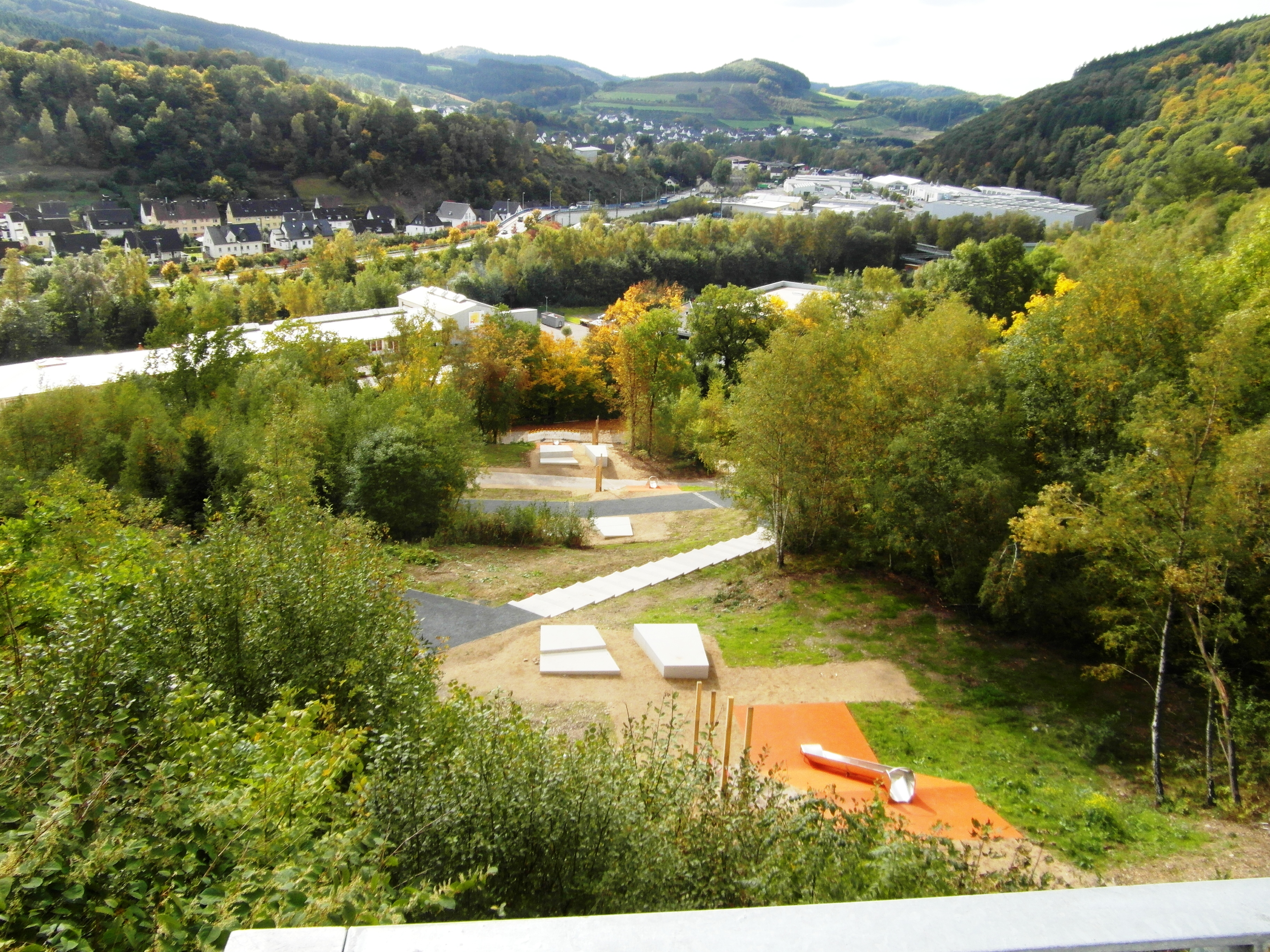
Blick auf den neu angelegten Haldengarten und den Ort Meggen

Seit der Schließung des Sicilia-Schachtes 1992 ist das Bergbaumuseum Siciliaschacht eingerichtet. Zu besichtigen sind unter anderem die Eingangshalle mit dem Förderkorb, der Maschinenraum und ein eingerichtetes Museum.
Etwa 500 m östlich von Meggen befindet sich auf der Bergkuppe der Kahle die Wallburg Kahle.
Markant sind auch die so genannten Sauerland-Pyramiden, eine Gebäudegruppe auf einem Hügel unmittelbar neben dem Bergbaumuseum Siciliaschacht. Das Ensemble mit der 15 Meter hohen Hauptpyramide wurde am 1. November 2005 eingeweiht. Die Bauphase und die Eröffnung lösten ein lebhaftes Presseecho aus. Der Gebäudekomplex mit derzeit sieben Pyramiden wird u. a. genutzt für den Betrieb eines Wissensparks, die Ausbildung von Heilpraktikern und die Herstellung biomedizinischer Geräte.
Im Rahmen des Projekts Lenneschiene (näheres siehe Lennestadt#Projekt LenneSchiene) wurde das Lenneufer in der Nähe der Barbara-Brücke umgestaltet und die Qualität von Baumbestand, Wiese und Lenne-Fluss sichtbar gemacht. Mit zahlreichen Sitzgelegenheiten ausgestattet dient das Ufer seither als gern genutzte Erholungs- und Spielfläche. Im Sommer 2017 sind die abschließenden Projektmaßnahmen Haldengarten und Siciliaplateau verwirklicht worden. Bei dem Plateau handelt es sich um einen Aussichtsbalkon in unmittelbarer Nähe der früheren Schachtanlage Sicilia; er ermöglicht einen Blick auf die sich im Tal an der Lenne erstreckende Ortschaft Meggen. Unterhalb des Aussichtsbalkons wurde entlang der aus Bergbauzeiten vorhandenen Halde ein Erlebnisbereich (Haldengarten) für „Jung und Alt“ angelegt. Prägend sind verschiedene, aus Edelmetall gefertigte Rutschen.

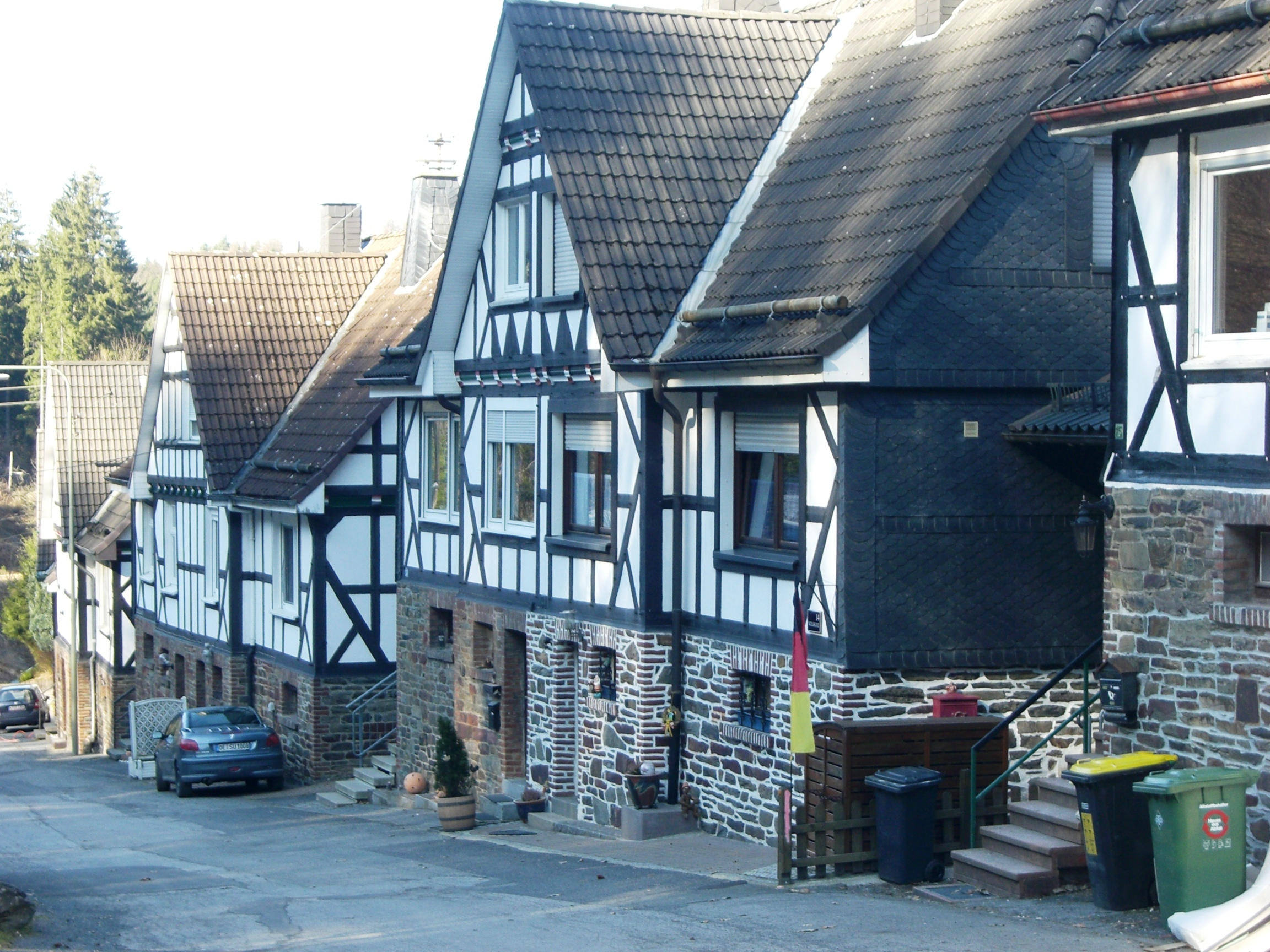
Bergarbeitersiedlung in der Wolbecke

Neben der Pfarrkirche St. Bartholomäus, dem Heiligenhäuschen an der Steppel und den Sauerlandpyramiden gibt es in Meggen noch mehrere unter Denkmalschutz stehende Sehenswürdigkeiten, die ihren geschichtlichen Ursprung im früheren (1992 eingestellten) Bergbau haben. Zu erwähnen sind insbesondere die Bergarbeitersiedlung in der Wolbecke (7 im Jahr 1919 errichtete Doppelhäuser), die in den Jahren 1950 bis 1955 errichtete Schachtanlage Sicilia, die 1913 errichtete Kraftzentrale der Sachtleben Bergbau AG (Maschinenhalle und Kohleturm), das 1920 gebaute ehemalige Umspannwerk, die Statue der St. Barbara (Schutzpatronin der Bergleute) auf der Lennebrücke und das Stollenmundloch in der Wolbecke.
Auf dem Friedhof in Meggen befindet sich ein Grabdenkmal für französische Kriegsgefangene. Die etwa drei Meter hohe Stele wurde 1918 geschaffen. Sie ist von hoher gestalterischer Qualität und in ihrer Art als französisches Werk in Deutschland nur selten anzutreffen. Nähere Einzelheiten enthält die bebilderte Dokumentation zur Eintragung des Grabdenkmals in die Denkmalliste der Stadt Lennestadt.

## Persönlichkeiten
- Adolf Hennecke (1905–1975), Bergmann und Politiker
- Wilhelm Weber (1925–1983), römisch-katholischer Theologe, Sozial- und Wirtschaftsethiker, Hochschullehrer
- Christel Frese (* 1944), Leichtathletin

## Panoramablick auf Meggen

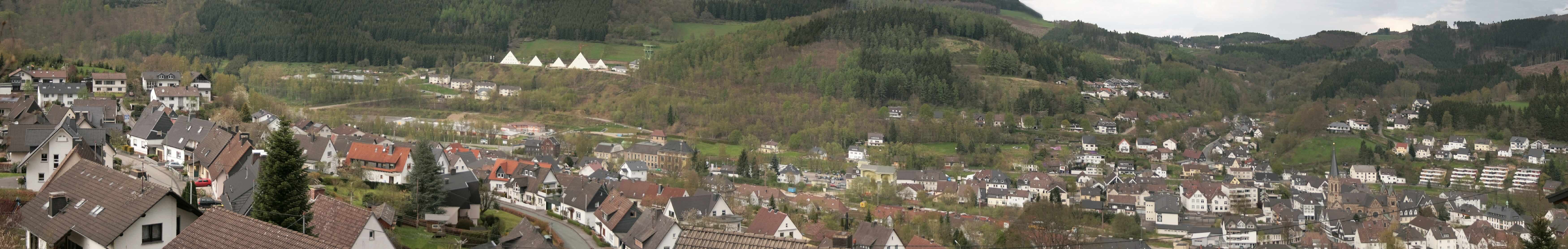
Blick auf Meggen Richtung Norden, links Bergbaumuseum Siciliaschacht und Sauerland-Pyramiden, rechts Kirche